# Konstantin von Boltenstern
Konstantin Ferdinand Adolf von Boltenstern (* 5. Februar 1823 in Pasewalk; † 31. Januar 1897 in Görlitz) war ein preußischer Generalleutnant.

## Leben

### Herkunft
Konstantin war ein Sohn des preußischen Majors Karl von Boltenstern (1782–1843) und dessen Ehefrau Christiane, geborene Loewe (1795–1879).

### Militärkarriere
Nach dem Besuch der Kadettenhäuser in Kulm und Berlin wurde Boltenstern am 9. August 1840 als Portepeefähnrich dem 26. Infanterie-Regiment der Preußischen Armee in Magdeburg überweisen. Er avancierte Mitte Juni 1842 zum Sekondeleutnant und war ab April 1845 auf ein Jahr, sowie von April 1849 bis Juli 1850 zum 4. kombinierten Reserve-Bataillon kommandiert. Vom 10. Mai 1852 bis zum 1. Mai 1856 erfolgte seine Kommandierung zur Militär-Knabenerziehungsanstalt in Annaburg. Zwischenzeitlich stieg Boltenstern zum Premierleutnant auf und war für einige Monate Kompanieführer beim I. Bataillon im 26. Landwehr-Regiment in Stendal, bevor er am 1. Oktober 1857 zur Vertretung des Adjutanten der 13. Infanterie-Brigade kommandiert wurde. Am 9. Januar 1858 wurde er als Adjutant dieser Brigade kommandiert und in dieser Eigenschaft Mitte Februar 1859 zum Hauptmann befördert. Nachdem man ihn am 8. Mai 1860 von seinem Kommando entbunden hatte, wurde er am 18. August 1860 zum Kompaniechef in seinem Stammregiment ernannt. Boltenstern führte seine Kompanie 1866 im Krieg gegen Österreich bei Münchengrätz, Königgrätz und Preßburg, avancierte am 20. Juli 1866 zum Major und erhielt für sein Wirken den Roten Adlerorden IV. Klasse mit Schwertern.
Am 30. Oktober 1866 erfolgte seine Ernennung zum Kommandeur des II. Bataillons im Infanterie-Regiment Nr. 79 in Hildesheim. Nach der Mobilmachung anlässlich des Krieges gegen Frankreich wurde Boltenstern am 26. Juli 1870 zum Oberstleutnant befördert und führte sein Bataillon bei Vionville, Gravelotte, Noisseville, Beaugency-Cravant und Le Mans. Während der Belagerung von Metz übernahm er kurzzeitig für den erkrankten Kommandeur die Führung des Regiments und wurde bei Maizières leicht verwundet. Ende Dezember 1870 erhielt Boltenstern den Auftrag, mit einem gemischten Detachement in der Gegend von Vendôme Francs-tireurs bekämpfen. Dabei kam es bei Montoire zum Gefecht mit regulären französischen Truppen, in dessen Verlauf er schweren Verlusten erlitt, letztlich unter Einbringung von Gefangenen aber siegreich blieb. Dafür wurde ihm das Eiserne Kreuz I. Klasse verliehen.
Nach dem Friedensschluss beauftragte man Boltenstern am 8. November 1871 unter Stellung à la suite mit der Führung des Colbergischen Grenadier-Regiments (2. Pommersches) Nr. 9. Als Oberst war er vom 8. Januar 1872 bis zum 2. August 1877 Kommandeur dieses Verbandes und wurde anschließend unter Stellung à la suite seines Regiments mit der Führung der 15. Infanterie-Brigade in Erfurt beauftragt. Am 22. September 1877 erfolgte unter Beförderung zum Generalmajor seine Ernennung zum Kommandeur dieser Brigade. In dieser Stellung erhielt er anlässlich des Ordensfestes im Januar 1880 den Roten Adlerorden II. Klasse mit Eichenlaub und Schwertern am Ringe. Gesundheitsbedingt wurde Boltenstern mit seinen bisherigen Gebührnissen zu den Offizieren von der Armee versetzt und ihm ein Urlaub von drei Monaten in Halle und Erfurt gewährt. Da keine Besserung eintrat, wurde er am 16. November 1880 unter Verleihung des Kronen-Orden II. Klasse mit Stern mit Pension zur Disposition gestellt.
Anlässlich des 25. Jahrestages des Gefechts bei Montoire verlieh Kaiser Wilhelm II. ihm am 27. Dezember 1895 den Charakter als Generalleutnant. Er starb am 31. Januar 1897 in Görlitz.

### Familie
Boltenstern heiratete am 17. Mai 1849 in Magdeburg Elisabeth Francke (1826–1902). Das Paar hatte mehrere Kinder:
- Elisabeth (1851–1901) ⚭ Ernst von Schönfeldt (1836–1889), Herr auf Werben[2], Sohn von Ernst von Schönfeldt
- Hedwig (* 1862) ⚭ Gaston von Béguelin (1860–1937), preußischer Oberst[3]